# Vinkuran
Vinkuran je naselje koje je 4 km udaljeno od Pule. Dijelovi Vinkurana su Cota, Debeli vrv, Glavičica, Vikovice, Carevac, Novo naselje, Kućine... 

## Povijest
Ime Vinkuran prvi je put spomenuto 1424. godine u pulskom Statutu kao Vencoral. U antici su na tom su području živjeli Rimljani, a najveći dokaz tome jest kamenolom Cave Romane od kojeg je napravljena i pulska arena. U Vinkuranu se nalazi Osnovna škola braće Rosanda (koja je bila sagrađena 1904. godine) te dvije prodavaonice. 2004. škola je bila adaptirana i danas je u njoj dječji vrtić i mjesni dom, gdje se održavaju mnoge kulturne manifestacije. 
Autohtono i najbrojnije prezime u Vinkuranu je Rosanda. Dijalekt koji se koristi na tom području je prema Milanu Mogušu čakavski ikavski, odnosno jugozapadni istarski.
Svako ljeto u Vinkuranu se održava Vinkuranska noć, a posljednjih godina maškare, izložbe i koncerti.

## Stanovništvo
| broj stanovnika |       |       | 86    | 133   | 161   | 112   |       | 252   | 191   | 189   | 211   | 199   |       |       | 501   | 672   | 652   |
|                 | 1857. | 1869. | 1880. | 1890. | 1900. | 1910. | 1921. | 1931. | 1948. | 1953. | 1961. | 1971. | 1981. | 1991. | 2001. | 2011. | 2021. |